# NGC 143
NGC 143 (ook wel PGC 1911, ESO 473-22, MCG -4-2-15 of AM 0028-225) is een balkspiraalstelsel in het sterrenbeeld Walvis.
NGC 143 werd in 1886 ontdekt door de Amerikaanse astronoom Frank Muller.